# 836

## Догађаји
- Википедија:Непознат датум — Владавина династије Абасида у Багдаду.
- Википедија:Непознат датум — Кнез Властимир ујединио српска племена

- Абасидски калиф Ел-Мутасим премешта своју резиденцију у нови град Самару, 130 км северно од Багдада. Са кратким прекидима, град ће остати седиште абасидских калифа до 892. године.
- Битка код Кархамптона: Дански Викинзи стижу у области Весекса, Сомерсет и Северни Девон. Екгберт, краљ Весекса, бори се против њих, али је приморан да се повуче.
- 4. јул – Пактум Сикарди: Принц Сикард од Беневента потписује петогодишње примирје са војводствима Соренто, Напуљ и Амалфи. Он признаје трговачку трговину између три града у јужној Италији.
- Маламир, владар (кан) Бугарског царства, умире након четворогодишње владавине, а наследио га је његов нећак Пресијан I. Због његове младости и неискуства, бугарским државним пословима управља његов министар и врховни командант Исбул.
- Пјетро Традонико је постављен за дужда Венеције (до 864. године).
- Најстарији познати помен је о граду Соесту (данашња Немачка).